# Zeeduinchampignon
De zeeduinchampignon (Agaricus devoniensis) is een schimmel behorend tot de familie Agaricaceae. Hij komt voor in de lijzijde van de zeereep, in primaire, matig dynamische duinen. Hij komt voor zowel in kalkarme- als kalkrijke duinen. Hij leeft als terrestrische (bodembewonende) saprotroof in de buurt van dode wortels van helm en andere grassen.

## Kenmerken

### Uiterlijke kenmerken
Hoed
De hoed heeft een diameter van (25-) 30 tot 50 (-55) mm.
Lamellen
De lamellen staan dicht opeen en zijn vrij, grijsachtig roze verkleurend naar donker.
Steel
De steel is 25 tot 50  mm lang en 5 tot 10 (-15) mm dik. Het wortelt diep in het zand waardoor de steel vaak niet zichtbaar is. De steel heeft een smalle, opstijgende ring die later weg verdwijnt. Ook is de steel soms bekleed met velumresten.
Geur
De geur is onopvallend tot radijzig. Ook wordt in sommige bronnen genoemd dat oudere exemplaren ruiken naar vis ruiken.
Sporenprint
De sporenprint is paarsachtig/zwart. 

### Microscopische kenmerken
De sporen zijn ellips-tot breed ellipsevormig en meten (6,0-) 6,5-7,5 × (4,0-) 4,5-5,5 µm. Het Q-getal is 1,2 tot 1,40 (-1,55). Cheilocystidia zijn kleurloos of met bruine inhoud, knotsvormig en meten 13 (-15,5) µm.

## Verspreiding
De zeeduinchampignon komt voor in de kustgebieden van West-Europa (Denemarken, Engeland, Frankrijk, Italië, Griekenland) en Californië (Monterey). In Nederland komt hij matig algemeen voor.

## Foto's

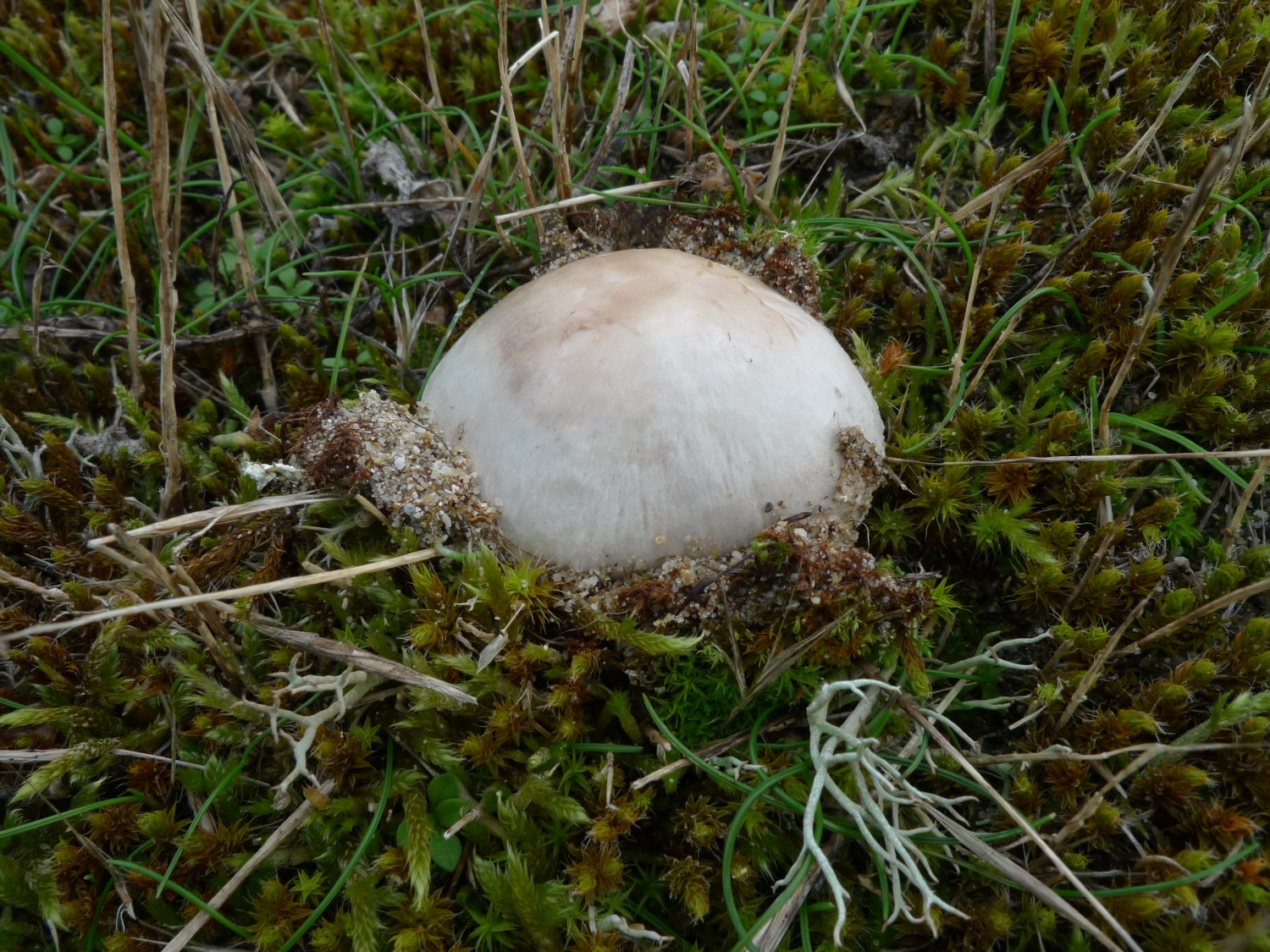